# 吳廷香
吳廷香（1806年—1854年），字奉璋，清代安徽省廬江人，當地門閥士紳，咸豐年間優貢，又孝廉。與桐城戴均衡為友，亦為桐城派文學家。
太平天國時，在廬江辦理團練，得三千士卒，耗盡家資響應曾國藩，強硬抵抗太平軍。一度得勝，克復廬江城。後太平軍集結安慶、桐城等地後援，急攻廷香，廷香敗退，率死士巷戰，力盡陣亡。殉國後，朝廷追贈為雲騎尉。
子吳長慶，後為淮軍名將，官至「浙江提督、山東軍務幫辦」。

## 延伸阅读
[在维基数据编辑]
 《清史稿·卷493》，出自趙爾巽《清史稿》